# 九州アスティーダ
九州アスティーダ（きゅうしゅうアスティーダ、英: Kyushu Asteeda）は、Tリーグに所属し、福岡県福岡市を本拠地とする卓球のクラブチームである。

## 概要
2021年4月、卓球のTリーグに4季目からの参入を表明。福岡市を拠点としながら「ONE九州」を掲げ、九州・沖縄地方の各地でホーム試合を行う。
チーム名の「アスティーダ」（Asteeda）は、「明日、未来」と「ていだ」（沖縄の方言で太陽）を組み合わせたもので、未来を照らす太陽となるクラブの意味が込められている。Tリーグの男子クラブチーム、琉球アスティーダを運営する琉球アスティーダスポーツクラブ株式会社が子会社九州アスティーダ株式会社を設立し、チームを運営する。

## 沿革
- 2021年4月、4季目からの女子Tリーグへの参入を表明した[3]。
- 2022年3月2日、プレーオフ セミファイナルで日本ペイントマレッツと対戦し、1-3で敗れた。
- 2025年5月2日、チームブランドのさらなる成長と地域密着型の運営強化を目的とし、チーム名を「九州アスティーダ」から「九州カリーナ」に変更した[4]。

## 選手とスタッフ

### 選手
| 背番号           | 国           | 選手名       | ランク | 戦型                 | 備考 |
| #5               | 大韓民国の旗 | シン・ユビン | ☆5     | 右シェークドライブ型 |      |
| #6               | 日本の旗     | 出澤杏佳     | ☆      | 右シェーク異質攻撃型 |      |
| #9               | 日本の旗     | 梅村優香     | ☆      | 左シェーク異質攻撃型 |      |
| #12              | 日本の旗     | 塩見真希     | ☆      | 右シェーク異質攻撃型 |      |
| #23              | 日本の旗     | 牛嶋星羅     | ☆      | 右シェークカット型   |      |
| #25              | 日本の旗     | 野村萌       | ☆      | 右シェーク異質攻撃型 |      |
| #33              | 日本の旗     | 栗山優菜     | ☆      | 左シェークドライブ型 |      |
| #58              | 日本の旗     | 小林りんご   | ☆      | 右シェークカット型   |      |
| 2024-25 シーズン |              |              |        |                      |      |

### スタッフ
| 役職             | 氏名     | 備考 |
| 監督             | 増田秀文 |      |
| コーチ           | 軽部隆介 |      |
| コーチ           | 軽部優   |      |
| 2024-25 シーズン |          |      |

### 歴代監督
| 役職 | 氏名     | 在籍年 |
| 監督 | 川面創   | 2021-  |
| 監督 | 増田秀文 | 2023-  |

## 成績
| シーズン | 試合数 | 勝利数 | 敗戦数 | 獲得 マッチ | 喪失 マッチ | 得失 マッチ | 勝ち点 | シーズン順位 | プレーオフ |
| 2021-22  | 20     | 9      | 11     | 40          | 48          | −8          | 30     | 3位          | SF敗退     |
| 2022-23  | 20     | 5      | 15     | 32          | 54          | −22         | 18     | 5位          |            |
| 2023-24  | 20     | 4      | 16     | 23          | 62          | −39         | 15     | 5位          |            |
| 2024-25  | 25     | 5      | 20     | 28          | 77          | −49         | 14     | 4位          |            |
| 2025-26  |        |        |        |             |             |             |        |              |            |

## 歴代選手
- 横井咲桜：2021年 - 2022年
- 橋本帆乃香：2021年 - 2022年
- 佐藤瞳：2021年 - 2022年
- 加藤美優：2022年 - 2023年
- ニーナ・ミッテルハム：2022年 - 2023年